# Rhynchosia ledermannii
Espèce
Rhynchosia ledermannii Harms. est une espèce de plantes à fleurs de la famille des Fabacées et du genre Rhynchosia, endémique du Cameroun.

## Étymologie
Son épithète spécifique ledermannii rend hommage au botaniste suisse Carl Ludwig Ledermann, collecteur de plantes au Cameroun au début du XXe siècle.

## Distribution et écologie
Elle a été récoltée par Ledermann en décembre 1908, sur les hautes terres du Cameroun (Bamenda Highlands), à Babadjou, au bord d'un ruisseau dans la savane sèche.
Elle a été négligée dans le traitement des légumineuses de la flore de l’Afrique tropicale occidentale, car on ne lui connaît qu'une seule localisation et le dernier spécimen récolté date de 1908. L'UICN a déclaré l'espèce en danger critique d'extinction, voire éteinte, et préconise sa redécouverte urgente.